# ديروكستيكان
ديروكستيكان هو مركب كيميائي مشتق من إكساتيكان والذي له تأثير مثبط لللتوبوإيزوميراز من النوع الأول.
يتوفر ديروكستيكان مرتبطا بأضداد وحيدة النسيلة (قرين جسم مضاد-دواء)، مثل:
- تراستوزوماب ديروكستيكان. ويستعمل في علاج سرطان الثدي أو سرطان المعدة أو السرطانة الغدية للمعدة والمريء.[2]
- باتريتوماب ديروكستيكان، وهو دواء تجريبي يدرس استعماله في علاج سرطانة الرئة غير صغيرة الخلايا.[3][4][5]
- إيفيناتاماب ديروكستيكان، وهو دواء تجريبي يدرس استعماله في علاج السرطان.[6][7]